# Uhabia
L’Uhabia est un petit fleuve côtier du Pays basque français qui se jette dans le golfe de Gascogne à Bidart dans les Pyrénées-Atlantiques.

## Étymologie

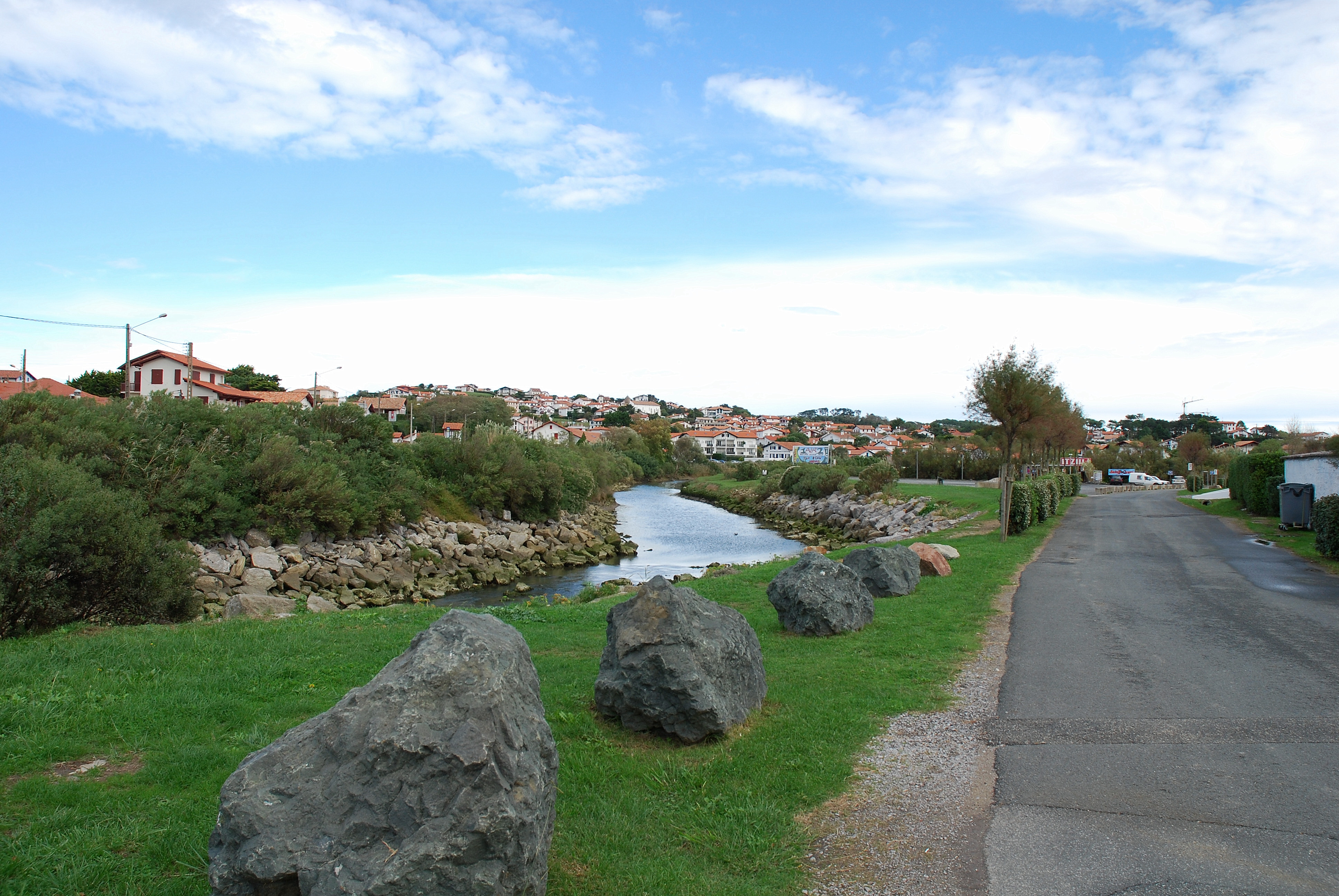
Bidart surplombant l'Uhabia

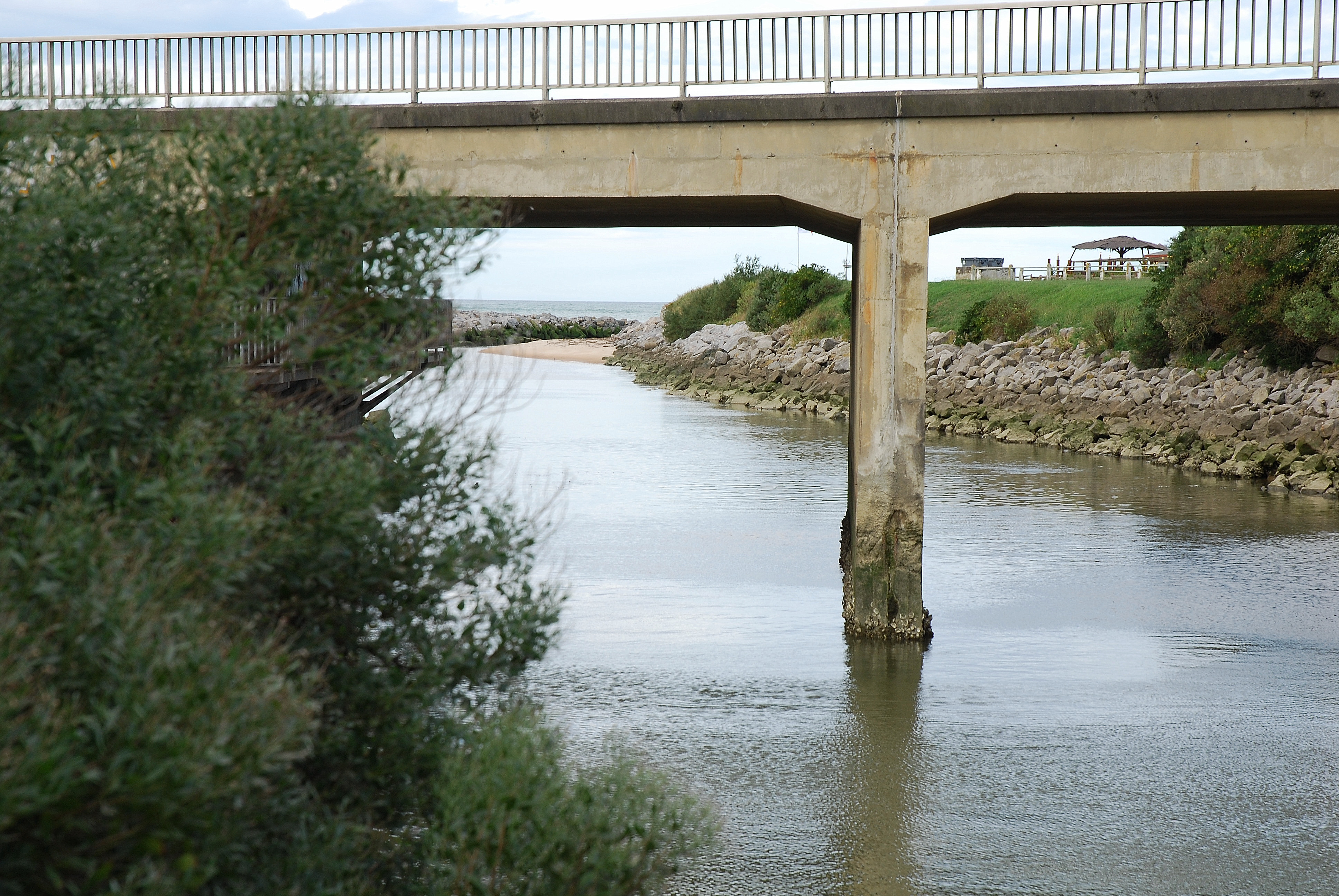
L'Uhabia sous le pont de la RN10

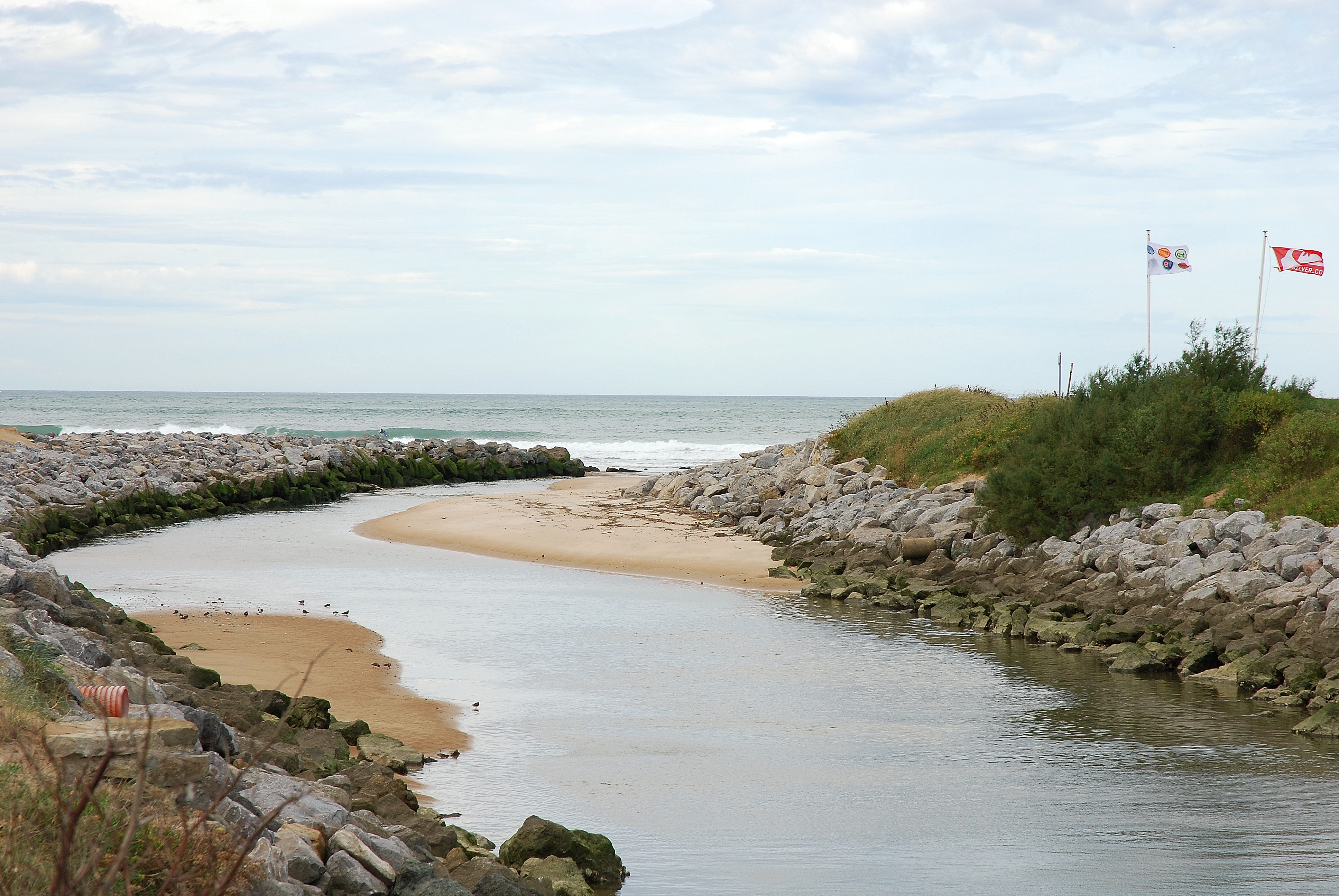
L'Uhabia se jette dans l'océan

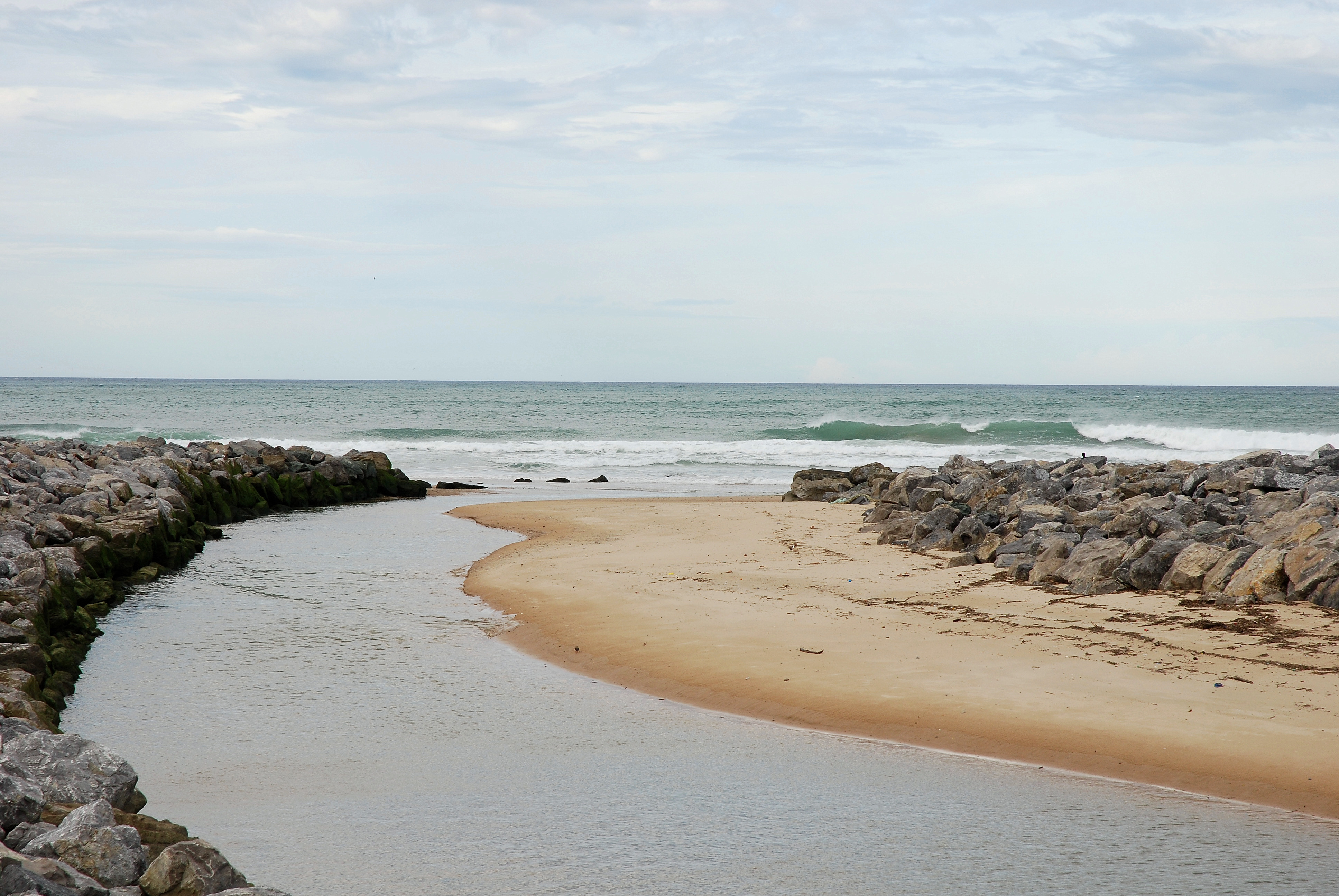
L'Uhabia contre la vague

Son nom Uhabia est l’évolution régulière en langue basque de ur habia, mot-à-mot « trou d'eau », qui s’interprète comme « val du cours d’eau ».

Maurice Sacx propose quant à lui l’étymologie basque résultant de la contraction de urhaitz et biak (« les deux rivières »), terme qui correspond assez bien à la réalité, l’Uhabia se formant de la confluence de l’Alhorgako erreka et de l’Alphalako erreka.

L’Uhabia était appelé en 1718 Haristioneko errera, soit « ruisseau de la belle chênaie », et Houabea en 1750 (carte Cassini).

## Géographie
La longueur de son cours d'eau est de 15,4 km.
Il prend sa source à Goizbide dans les landes surplombant Ustaritz et Saint-Pée-sur-Nivelle, sous le nom d’Apalagako erreka. Il anime le moulin d'Alotz, puis contourne Arbonne.
Il collecte les eaux de l’Alhorgako Erreka qui draine la plaine de Belhardi au nord d’Ahetze. 

En fonction de la pluviométrie, le débit de l’Uhabia a atteint 200 m3/s lors de la crue de 1959.
Le village de Bidart s’est développé sur les hauteurs surplombant son estuaire. Sous la passerelle de Bidart a été installée une porte à clapets permettant en cas de pollution du fleuve d'en barrer le cours et d'empêcher cette pollution de se déverser dans l'océan et les plages avoisinantes. Sa première mise en œuvre s'est effectuée en août 2012, après une période de pluies intenses.

## Communes et cantons traversés
Dans le seul département français des Pyrénées-Atlantiques, l'Uhabia traverse quatre communes et deux cantons - du Labourd -  dans le sens amont vers aval : Saint-Pée-sur-Nivelle (source), Arcangues, Arbonne, Bidart (embouchure).
Soit en termes de cantons, il prend source dans le canton d'Ustaritz et a son embouchure dans le canton de Saint-Jean-de-Luz.

## Principaux affluents
- Barrandiko Erreka, en provenance d’Othe xuria ;
- Alhorgako Erreka, en provenance de Zirikolatz ;
- Alots[4],[5].